# 10301 Kataoka
10301 Kataoka este un asteroid din centura principală de asteroizi.

## Descriere
10301 Kataoka este un asteroid din centura principală de asteroizi. A fost descoperit pe 30 martie 1989 la Kitami de Kin Endate și Kazuro Watanabe. Asteroidul prezintă o orbită caracterizată de o semiaxă mare de 2,25 ua, o excentricitate de 0,10 și o înclinație de 2,7° în raport cu ecliptica.